# Трехерн, Гарольд
Гарольд Трехерн (англ. Harold Treherne, ок. 1884 — после 1908) из Брайтона (Англия) — фальсификатор почтовых марок, получивший известность благодаря своим подделкам почтовых марок Индии и Австралии, который был известен как «Брайтонский фальсификатор», а его произведения были известны как «Брайтонские подделки».

## Первые подделки
Похоже, что Трехерн начал заниматься фальсификацией около 1902 года или чуть раньше, когда работал клерком в Брайтоне. В 1902 году ему должно было быть около 18 лет.
Сначала Трехерн только делал поддельные надпечатки или беззубцовые целые марки, поскольку у него не было перфорирующего или просечного оборудования, а для надпечаток нужна была только простая печать чёрной краской. Позже он перешел к более сложным подделкам.
Компания «Эксельсиор Трейдерс Сэпплай Компани» (Excelsior Traders' Supply Company) в Лондоне поставила Гарольду Трехерну большое количество цинковых клише и печатных форм, включая надпечатки и целые марки.
У Трихерна также был контакт в Индии, некий Томас Хилл (Thomas Hill) в Бомбее, который поставлял ему подлинные гашеные индийские почтовые марки, на которые наносились фальшивые надпечатки и которые возвращались партиями по 1000 штук каждого вида для продажи в Индии.

## Последующие подделки
Считается, что одной из лучших работ Трехерна являются поддельные марки Джамму и Кашмира, которые он изготавливал целыми листами, представляющими все типы разновидностей оригинальных почтовых марок.

## Псевдонимы
Трехерн использовал псевдонимы G. Arnold, H. Curtis, H. Hordern, M. Melville, J. или T. Morton, R. Newman, A. West и, возможно, другие.

## Разоблачение
Подделки Трехерна начали замечать в 1903 и 1904 годах, но сначала их не приписали ему. В 1903 году А. Б. Кей (A. B. Kay) написал о поддельных марках Кашмира в «Gibbons Stamp Monthly», а в 1904 году Чарльз Ниссен более широко написал в «Ежегоднике коллекционеров почтовых марок» (The Stamp Collectors' Annual) о разнообразных поддельных марках, продаваемых в Брайтоне.
В 1907 году одного из членов Ассоциации по защите торговли почтовыми марками (Stamp Trade Protection Association) обеспокоил объём получаемых от Трехерна заказов на обычные марки, с которыми можно было бы произвести лёгкие манипуляции, сделав поддельные надпечатки. После того, как один из членов ассоциации получил заказ на большое количество красных пенни Великобритании, ассоциация устроила ловушку для Трехерна, пометив некоторые из них уколом иголкой. Когда эти марки в конечном итоге были проданы, на них уже стояла надпечатка «CYPRUS» («КИПР»), которой изначально не было, что значительно повысило их стоимость.
Трехерн был арестован 2 августа 1907 года, и у него были найдены 447 штампов или печатных пластин. На суде он признал себя виновным и получил отсрочку приговора. Тем временем Комиссия налогового управления Великобритании выдвинула против Трихерна дополнительные обвинения в хранении штампов, печатных пластин и инструментов для изготовления поддельных почтовых марок, он был признан виновным по этим обвинениям и оштрафован на 15 фунтов стерлингов плюс судебные расходы. В январе 1908 года более раннее дело, по которому приговор был отсрочен, было возобновлено, и он был приговорен к четырем месяцам каторжных работ плюс ещё один месяц за неуплату ранее назначенного штрафа.